# Britannia Royal Naval College
 (juillet 2020).
Le contenu est difficilement compréhensible vu les erreurs de traduction, qui sont peut-être dues à l'utilisation d'un logiciel de traduction automatique.
Le Britannia Royal Naval College (BRNC) est l’établissement de la Royal Navy destiné à la formation initiale de ses officiers. Il est situé sur une colline surplombant Dartmouth dans le Devon (Angleterre).

## Formation
Les élèves-officiers (aspirants), comme on les appelle jusqu'à ce qu'ils achèvent leur formation, peuvent poser leur candidature entre 18 et 34 ans. Bien que la plupart des cadets rejoignent le BRNC après avoir terminé l'université, certains le rejoignent directement lors du secondaire. Tous les cadets passent entre 30 et 49 semaines au collège, selon leur spécialisation. Un important contingent d'étudiants étrangers et du Commonwealth fait partie du corps étudiant. Le Royal Fleet Auxiliary envoie ses élèves-officiers au BRNC pour une formation initiale d'officier de 10 semaines, avant de commencer dans un collège maritime.

## Cadets royaux
Les rois George V et George VI ont été cadets de la Royal Navy à Dartmouth. La première « rencontre significative » entre le prince Philippe de Grèce et la princesse Elizabeth a eu lieu à Dartmouth en juillet 1939, où Philippe était cadet de la marine,.
Le  prince de Galles et le duc de York ont également suivi des cours à Dartmouth. Le  prince William a passé une brève période au Collège après avoir quitté  Sandhurst dans le cadre de sa formation avec les trois forces armées britanniques.
Le cheikh Moubarak Ali Al-Sabah (en), membre de la famille royale de Koweït, a suivi les cours de la Royal Navy pour jeunes officiers au Britannia Royal Naval College en 2002,.

## Galerie

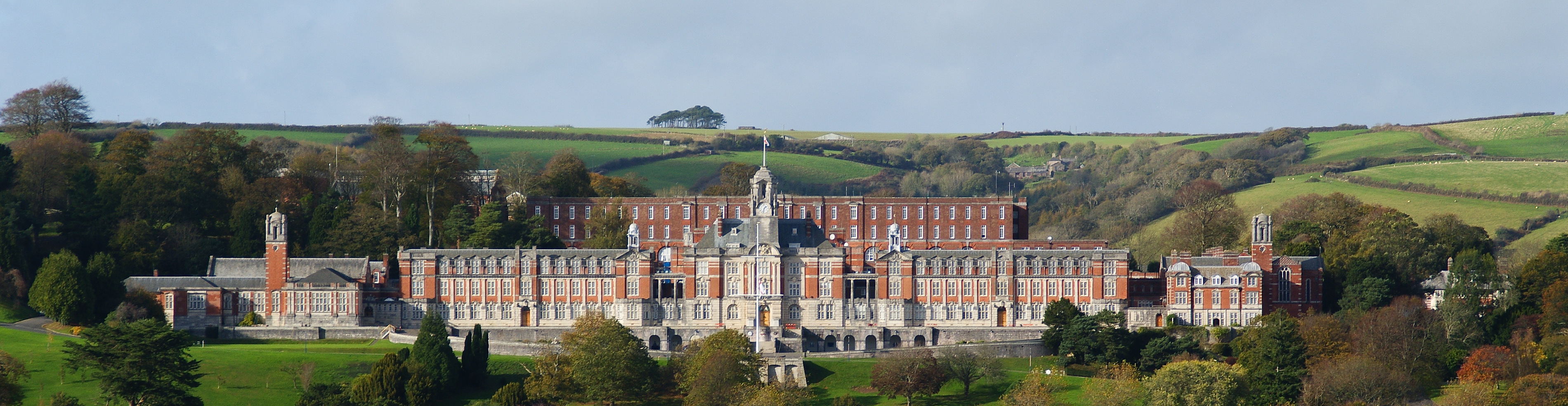
Le collège vu de l'autre côté du Dart à Kingswear.
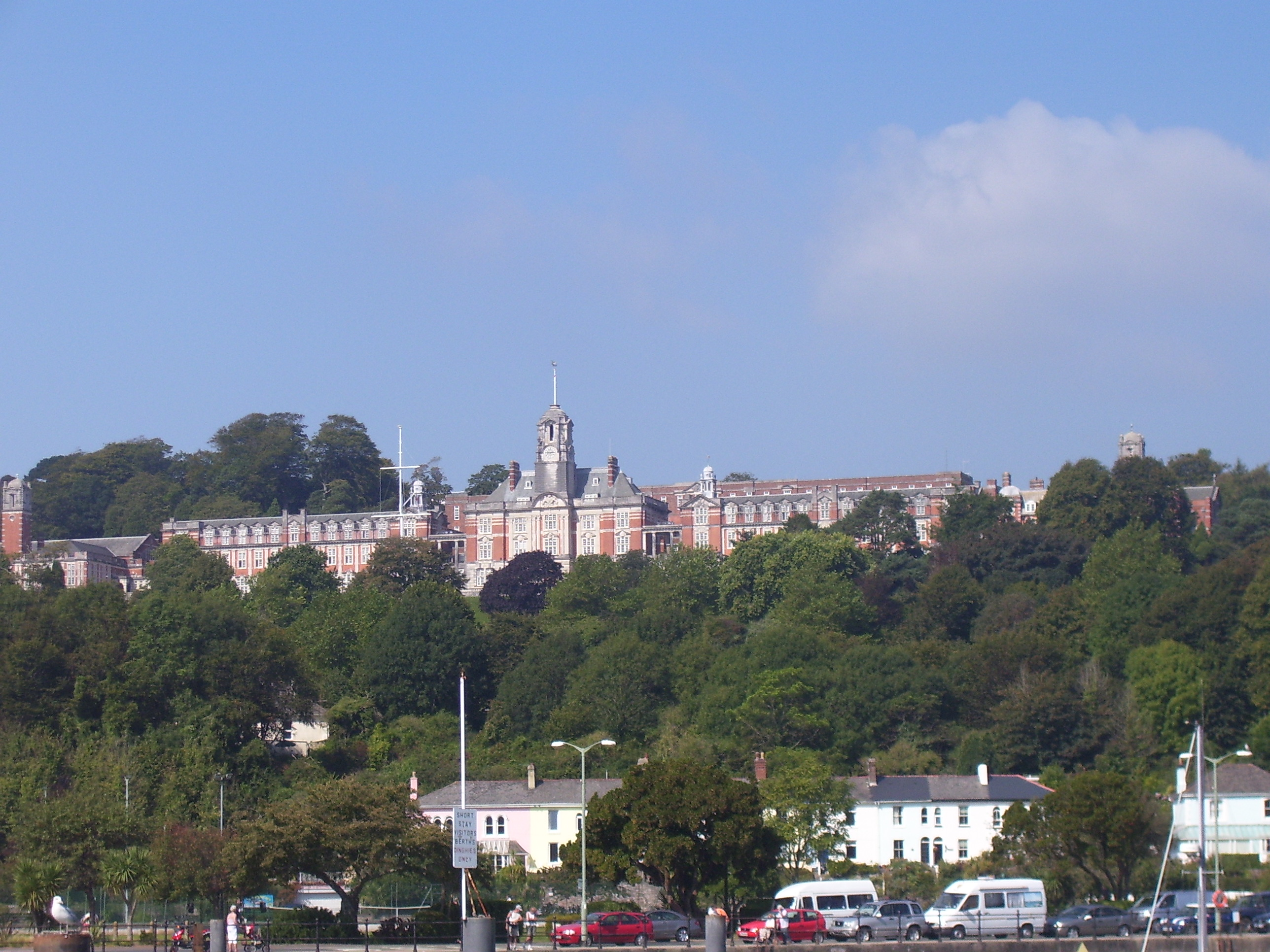
Le BRNC vu du quai de la ville.

## Commandeurs du collège
Voici une liste de commandants compilée par l’historien Colin Mackie;  des références supplémentaires sont données dans la liste.
- William E. Goodenough : mai 1905 - août 1907
- Trevylyan D. W. Napier : août 1907 - juillet 1910
- Hugh Evan-Thomas : juillet 1910 - juillet 1912
- Victor A. Stanley : juillet 1912 -? 1914
- Trevylyan D. W. Napier : septembre-décembre 1914
- Edmond Hyde Parker :? 1914 - février 1915
- Norman C. Palmer : février 1915 - mai 1916
- William GE Ruck Keene : mai 1916 - janvier 1919 [9]
- Eustace la T. Leatham : février 1919 - février 1921
- Francis A. Marten : février 1921 - janvier 1923
- Herbert Meade : janvier 1923 - février 1926
- Martin E. Dunbar-Nasmith : février 1926 - février 1929
- Sidney J. Meyrick : février 1929 - décembre 1931
- Norman A. Wodehouse : décembre 1931 - décembre 1934
- Reginald V. Holt : décembre 1934 - décembre 1936
- Frederick H. G. Dalrymple-Hamilton : décembre 1936 - novembre 1939
- Robert L. B. Cunliffe : décembre 1939 - avril 1942
- Edward A. Aylmer : avril 1942 - décembre 1943
- Gerald H. Warner : décembre 1943–?
- Peveril B. R. W. William-Powlett : janvier 1946 - février 1948
- Hugh W. Faulkner : février 1948 - août 1949
- Norman V. Dickinson : août 1949 - avril 1951
- Richard T. White : avril 1951 - août 1953
- William G. Crawford : août 1953 - avril 1956
- William J. Munn : avril 1956 - août 1958
- Frank H. E. Hopkins : août 1958 - août 1960
- Loi Horace R. : août 1960 - décembre 1961
- W. John Parker : décembre 1961 - septembre 1963
- John E. L. Martin : septembre 1963 - août 1966
- Ian W. Jamieson : août 1966 - avril 1968
- David Williams : avril 1968 - septembre 1970
- A. Gordon Tait : septembre 1970 - août 1972
- John M. Forbes : août 1972 - septembre 1974
- Michael A. Higgs : septembre 1974 - septembre 1976
- Paul W. Greening : septembre 1976 - octobre 1978
- Nicholas J. S. Hunt : octobre 1978 - juin 1980
- J. Julian R. Oswald : juin 1980 - juin 1982
- Timothy M. Bevan : juin 1982 - septembre 1984
- George M. Tullis : septembre 1984 - 1987
- John R. Brigstocke : 1987-1989
- J. Robert Shiffner : 1989-1991
- Richard G. Hastilow : 1991-1993
- Simon Moore : 1993-1995
- Anthony P. Masterton-Smith : 1995 - janvier 1998
- Roy A. G. Clare : janvier 1998 - 1999
- Mark W. G. Kerr : 1999-2002
- C. Anthony Johnstone-Burt : 2002-2004
- Richard J. Ibbotson : 2004-2005
- Timothy Harris : 2005 - avril 2007
- Martin B. Albâtre : avril 2007 - septembre 2008
- Jake K. Moores : septembre 2008 - mars 2011
- Simon P. Williams : mars 2011 - septembre 2012
- Jerry Kyd : septembre 2012 - février 2014
- Henry Duffy : février 2014 - septembre 2016
- Jolyon Woodard : septembre 2016 - septembre 2019
- Roger Readwin : depuis septembre 2019